# Super Robot Wars OG: Original Generations
Super Robot Wars OG: Original Generations (スーパーロボット大戦OG オリジナルジェネレーションズ?, Sūpā Robotto Taisen Ōjī Orijinaru Jenerēshonzu) è un videogioco di ruolo tattico per PlayStation 2. Original Generations è un remake di Super Robot Wars: Original Generation e Super Robot Wars: Original Generation 2, due titoli pubblicati negli anni precedenti per Game Boy Advance, ed è stato pubblicato per celebrare il quindicesimo anniversario del franchise Super Robot Wars. È stato pubblicato il 28 giugno 2007.

## Modalità di gioco
Original Generations è stato sviluppato dal team realizzativo che ha prodotto Super Robot Wars MX, ed utilizza nelle sequenze di combattimenti un tipo di animazione dinamico ed energetico. Ci sono alcune somiglianze nell'interfaccia utente e le scene di battaglia con 3rd Super Robot Wars Alpha, anche se si tratta di mere coincidenze, dato che i team di produzione di entrambi i giochi possono essere stati influenzati da Alpha 3.
Il gioco include una nuova variante del sistema di combattimento a squadra di 2nd Super Robot Wars Alpha ed Alpha 3, chiamato il Twin Battle System. Esso permette a due unità adiacenti di combinarsi in una squadra che può attaccare gli avversari in simultanea. Le unità possono concentrare il proprio fuoco su un solo obiettivo (con una penalità sul danno per l'unità secondaria) o, di fronte un'altra squadra, ognuno punta uno diverso dei suoi membri. Le squadre possono anche intervenire in supporto di altre squadre sia nell'attacco che nella difesa, permettendo sino a quattro attacchi alla volta. Come nei giochi della serie Alpha, una singola unità può anche utilizzare un ALL Attack per colpire entrambi i membri di una squadra avversaria in una volta sola. Il videogioco comprende anche il nuovo ALLW Attacks, simile al Double Attacks di Super Robot Wars MX, con cui è possibile colpire entrambi i membri di una squadra avversaria ed una singola unità (o squadra) vicino d essi.
Un piccolo, ma significativo, cambiamento nel gameplay è negli Spirit Commands, ovvero le abilità dei personaggi simile alla magia. Ogni personaggio ha il proprio set di sei Spirit Commands quando combatte da solo, mentre quando è all'interno di una squadra, si rende disponibile un settimo Spirit Command, conosciuto con il nome di Twin Command. Questo Twin Command, unico per ogni personaggio, utilizza gli Spirit Points di entrambi i personaggi della squadra, ed è generalmente più potente degli altri Spirit Command disponibili. Questa caratteristica rende Original Generations il primo videogioco nel franchise a superare il limite dei sei Spirit Command.

## Serie incluse
Tutti i personaggi, le unità e le ambientazioni di Super Robot Wars: Original Generations sono creazioni originali della Banpresto, e non come negli altri titoli del franchise, provenienti da anime o manga.
- - Shin Super Robot Wars
  - Super Robot Wars Gaiden: Masō Kishin - The Lord of Elemental
  - Chokijin RyuKoOh Denki (超機人 龍虎王伝奇)
  - 3rd Super Robot Wars
  - Super Robot Wars F
  - Super Robot Wars F Final
  - Super Robot Wars Alpha
  - Super Robot Wars Alpha Gaiden
  - 2nd Super Robot Wars Alpha
  - Super Robot Wars Compact 2
  - Super Robot Wars Impact
  - Super Hero Sakusen
  - Hero Senki: Project Olympus
  - Super Robot Wars A
  - The Great Battle IV (nuovo)
  - Super Robot Wars R (nuovo)
  - Super Robot Wars Compact 3 (nuovo)
  - Super Robot Wars Original Generation: The Animation (nuovo)
  - Super Robot Wars Original Generation: The Sound Cinema (nuovo)
  - Super Robot Wars Original Generation Chronicle (nuovo)
  - 3rd Super Robot Wars Alpha (nuovo)